# Bitpanda
Bitpanda es un proveedor de servicios financieros con sede en Viena, Austria. A través de su sitio web y la aplicación móvil, Bitpanda ofrece acceso a una plataforma de inversión que permite el comercio de criptomonedas, materias primas, valores y ETF. La empresa fue la primera start-up austriaca en cumplir con los criterios para alcanzar el estatus de unicornio.
Los ingresos en 2022 fueron de 90 millones de euros, aumentando a 147.6 millones de euros el año siguiente.

## Historia

### Fundación y primero pasos
La Bitpanda GmbH fue fundada el 12 de septiembre de 2014 por Eric Demuth, Paul Klanschek y Christian Trummer. Inicialmente, la empresa operaba bajo el nombre de Coinimal GmbH, mientras que la plataforma de inversión de criptomonedas siempre fue conocida como Bitpanda. A partir de 2017, se pudieron comprar cupones para Bitcoins en más de 1800 ubicaciones de la Posta Austriaca, que se podían canjear a través de la plataforma Bitpanda. En el año fiscal 2017, 15 empleados generaron una ganancia neta de 11,16 millones de euros y procesaron transacciones con diversas criptomonedas por un valor de 600 millones de euros. En 2018, la empresa cambió su nombre a la Bitpanda GmbH.

### Diversificación de los servicios y captación de capital
En el verano de 2019, la Bitpanda GmbH lanzó un token llamado Best, que ofrecía a los clientes un descuento en las tarifas de inversión. Ese mismo año, la empresa comenzó a integrar el comercio de metales preciosos en su plataforma, además de los criptoactivos. En abril de 2021, obtuvo la concesión para el comercio de valores, lo que permitió inversiones en acciones fraccionadas y ETF. Además, Bitpanda, en colaboración con Visa, introdujo una tarjeta de débito que permite pagar en la vida cotidiana con criptomonedas, metales preciosos y dinero fiat.
En 2020, la empresa inició una ronda de inversión y generó 45 millones de euros de capital de Valar Ventures, liderada por Peter Thiel, y de Speedinvest. Seis meses después de esta ronda, la Bitpanda GmbH recaudó un total de 143 millones de euros en una segunda ronda de inversión, lo que elevó la valoración de la empresa a 1 200 millones de dólares en marzo de 2021. Los principales inversores de esta ronda fueron Valar Ventures y socios de DST Global. Esto convirtió a la empresa en la primera start-up austriaca en cumplir con los criterios para alcanzar el estatus de unicornio. La tercera ronda de inversión, con otros 223.5 millones de euros, llevó a una valoración de la empresa de 3 500 millones de euros. En esta última ronda participaron nuevamente Valar Ventures, Alan Howard y Redo Ventures, así como los inversores existentes LeadBlock Partners y Jump Capital.

### Reducción de personal, licencias y expansión
En el verano de 2022, la Bitpanda GmbH redujo su personal en unos 270 empleados debido a un crecimiento demasiado rápido con numerosas nuevas contrataciones y a la caída del 70 % en el precio del Bitcoin. A finales de año, la Bitpanda GmbH recibió una licencia de criptomonedas de la Autoridad Federal de Supervisión Financiera de Alemania (BaFin), que no solo permite la custodia de criptomonedas, sino también el comercio propio con ellas.
Desde 2023, la Bitpanda GmbH opera una sucursal en el Reino Unido y comenzó una colaboración con Coinbase para proporcionar a los clientes institucionales una infraestructura de comercio regulada. Además, la empresa invirtió 9.2 millones de euros en el área de inteligencia artificial con el objetivo de ofrecer un gestor de activos basado en IA. Mediante una cooperación con el banco N26, la plataforma de comercio de criptomonedas de Bitpanda se integró en la aplicación N26, lo que permite a los clientes del banco comerciar con más de 200 criptomonedas a través de la aplicación. Además, desde abril de 2023, Bitpanda coopera con Raiffeisenbank Niederösterreich-Wien, cuyos clientes pueden utilizar los servicios de comercio de criptomonedas de Bitpanda a través de la plataforma propia del banco.
Desde 2023, Deutsche Bank actúa como banco principal europeo para los servicios transfronterizos de Bitpanda en Austria y España. En abril de 2024, Bitpanda anunció una colaboración con el Landesbank Baden-Württemberg (LLBW) para permitir a los clientes empresariales de LBBW la custodia y adquisición de criptoactivos. A principios de junio, Bitpanda amplió la cooperación con Deutsche Bank para ofrecer a los clientes pagos en tiempo real para transacciones entrantes y salientes. A través de la asociación con Deutsche Bank, Bitpanda puede utilizar números de código internacional de cuenta bancaria alemanes (IBAN) para mejorar la eficiencia y seguridad de las transferencias de dinero en la conversión de criptomonedas a dinero fiat y viceversa.
Antoine Dupont es embajador de la marca Bitpanda desde julio de 2024.

## Estructura de la empresa

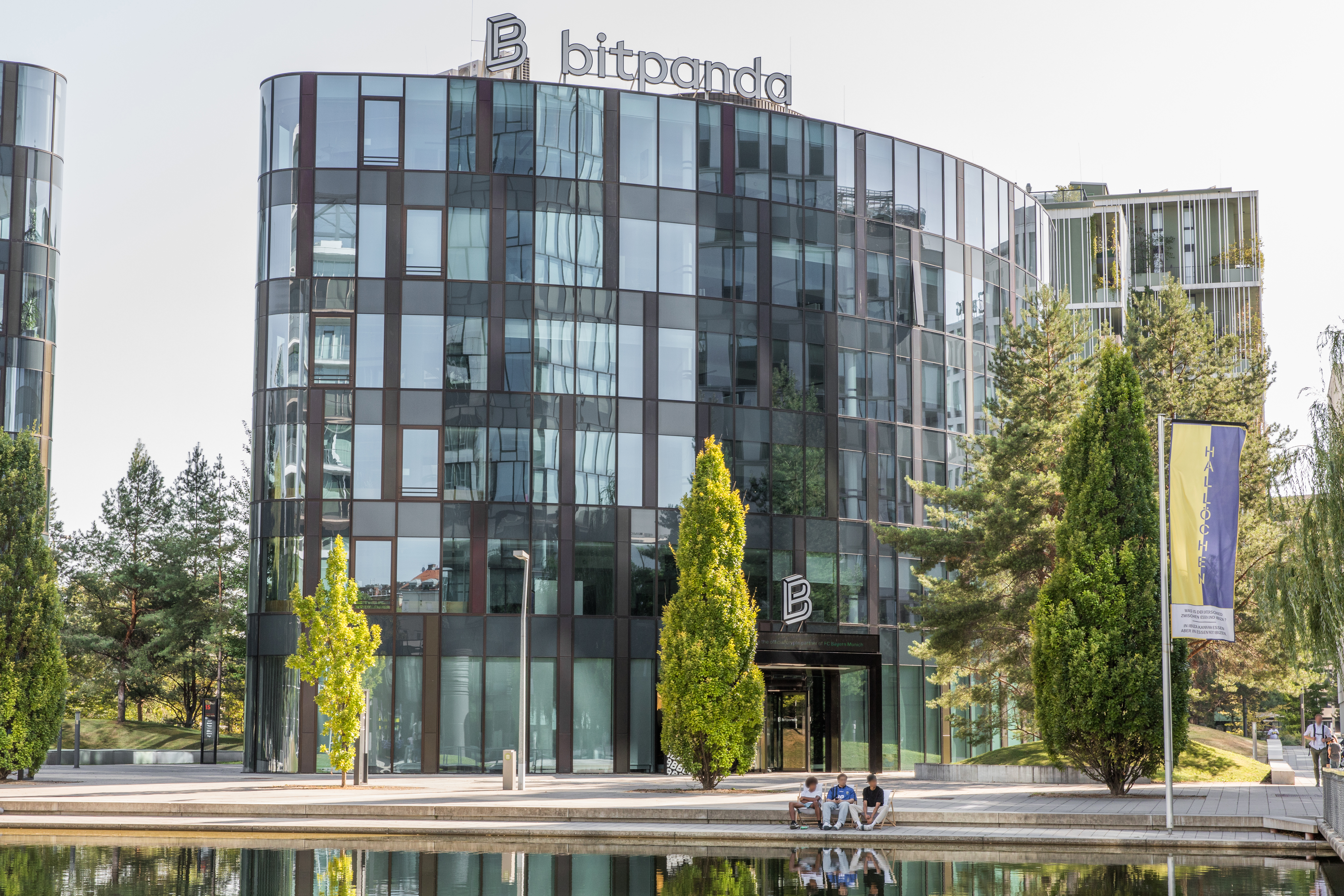
Sede de Bitpanda en Viena

Desde 2022, la empresa matriz de la Bitpanda GmbH es Bitpanda Group AG, con sede en Suiza.
Además de los directores generales, la empresa cuenta con un consejo de supervisión compuesto por tres personas. La Bitpanda GmbH tiene participaciones y sucursales en Viena, Berlín, Bucarest, Ámsterdam, Barcelona y Londres.
En el ejercicio fiscal de 2023, 730 empleados generaron unos ingresos de 147.6 millones de euros. La mitad del personal de la empresa son programadores, mientras que el resto trabaja en áreas como servicio, atención a grandes clientes y recursos humanos. Hasta junio de 2024, Bitpanda GmbH contaba con más de 5 millones de clientes, de los cuales el 25 % provienen de Alemania.
La filial Bitpanda Technology Solutions proporciona a las instituciones financieras la infraestructura desarrollada por Bitpanda para el comercio de criptomonedas. Entre los clientes se encuentran el banco N26, Mambu, Lydia, Plum, Raiffeisenlandesbank Niederösterreich-Wien, Landesbank Baden-Württemberg y el proveedor de servicios financieros Solaris.

## Productos y servicios
Gracias a licencias regulatorias completas, la Bitpanda GmbH está autorizada a comerciar y custodiar criptomonedas para sus clientes. Estas licencias se extienden por todo el Espacio Económico Europeo.
A través del sistema de comercio electrónico Bitpanda, la empresa ofrece en su sitio web y aplicación móvil el acceso a la inversión de más de 400 criptomonedas diferentes, incluidas Bitcoin, Ethereum, Tether y Solana. Además del comercio de criptomonedas, Bitpanda ofrece a sus clientes inversiones en índices criptográficos. Con el producto Leverage, se puede realizar trading a corto plazo en el mercado de criptomonedas. Además, la empresa ofrece el comercio de metales preciosos como oro y plata, así como acciones y ETF. Bitpanda, en colaboración con Visa, ofrece una tarjeta de débito que permite a los clientes realizar pagos con criptomonedas, metales preciosos y dinero fiat.
La empresa también opera la Bitpanda Academy para educar sobre productos y servicios financieros.

## Patrocinios
En 2021, Bitpanda comenzó a patrocinar deportes internacionales como socio global oficial de la Copa Davis de tenis. A principios de 2022, la empresa estableció una asociación con la Federación Italiana de Rugby, convirtiéndose en el principal patrocinador y patrocinador de camisetas del equipo nacional de rugby de Italia. Además, Bitpanda GmbH se convirtió en patrocinador premium del World Padel Tour, un deporte derivado del tenis. Asimismo, en 2022, Bitpanda actuó como patrocinador del torneo de tenis Masters de Madrid.
Desde enero de 2024, Bitpanda tiene una asociación estratégica como socio de criptomonedas con el Bayern de Múnich, en mayo del mismo año, Bitpanda presentó al tenista profesional Stan Wawrinka como nuevo embajador de la marca de la empresa.

## Premios
- 2019: Premio Emprendedor del Año, otorgado por EY.[43]
- 2021: Premio Promoting-the-Best en la categoría de Mejor Departamento Legal, otorgado por la plataforma de digitalización austriaca Future Law en cooperación con la Asociación Austriaca de Abogados Corporativos (VUJ).[44]
- 2021: Las 10 mejores ideas, ortogado por Actualidad Económica.[45]